# Boquira (kommun)
Boquira är en kommun i Brasilien.   Den ligger i delstaten Bahia, i den östra delen av landet, 700 km nordost om huvudstaden Brasília. Antalet invånare är 22 042.
Följande samhällen finns i Boquira:
- Boquira

Omgivningarna runt Boquira är huvudsakligen savann. Runt Boquira är det ganska glesbefolkat, med 22 invånare per kvadratkilometer.